# Rudolf Ramseyer
Rudolf Ramseyer (* 17. September 1897; † 13. September 1943) war ein Schweizer Fussballspieler, der von 1920 bis 1931 in der Nationalmannschaft des SFV 59 Länderspiele absolvierte und vier Tore erzielte.

## Laufbahn

### Vereine, bis 1933
Ramseyer, gross geworden im Berner Quartier Breitenrain, musste als Bub noch die Fussballschuhe vor seinen Eltern verstecken, wenn er nach dem «Tschutten» nach Hause kam. «Rüedu»’s Vater war ein traditionsbewusster Turner und führte ein Baugeschäft, das sein Sohn einmal übernehmen sollte. Ab dem Jahr 1913 durchlief er die Vereinsstationen FC Helvetia, FC Bern, FC Baden, FC La Chaux-de Fonds und schloss sich 1918 dem BSC Young Boys an. In den Anfangsjahren seiner Karriere stürmte der kraftvolle und mit beiden Beinen den Ball beherrschende Spieler zumeist am linken Flügel. In seiner ersten Saison bei den Schwarz-Gelben kam er in der Serie A, Gruppe West, auf den zweiten Rang. Bereits im zweiten Jahr, 1919/20, gewann «Rüedu» zuerst den Titel in der Central-Regionalstaffel und setzte sich in der Finalrunde gegen Servette Genf und GC Zürich durch und wurde damit an der Seite seines Captains Albert Osterwalder und der Mitspieler Alfred Berger, Hans Beyeler und Hans Funk Schweizer Meister. Der durchsetzungsstarke linke Flügelstürmer debütierte durch sein starkes Auftreten in der Meisterschaftsrunde mit YB auch am 27. Juni 1920 beim Länderspiel in Zürich gegen Deutschland in der Nationalmannschaft. Die Mannschaft um Captain Ernst Kaltenbach gewann das Spiel mit 4:1 Toren gegen die DFB-Auswahl, und dem Debütanten gelang in der 77. Minute das Tor zum 4:0-Zwischenstand. Für die deutsche Vertretung war es nach einer über sechsjährigen Pause durch den Ersten Weltkrieg die Wiederaufnahme des Länderspielbetriebs nach dem 5. April 1914 in Amsterdam gegen die Niederlande. Mit Heiner Stuhlfauth, Hans Kalb, Carl Riegel, Leonhard Seiderer und Georg Wunderlich debütierten im DFB-Team fünf Akteure aus der neuen Fussballhochburg Nürnberg-Fürth. In den Schweizer Reihen waren Spieler aus Basel (Old Boys, FC Basel und Nordstern), Bern (FC Bern und YB) und Zürich in der Überzahl. Die Westschweizer boykottierten aus politischen Gründen dieses Länderspiel.
Mit seinem Verein Young Boys zog Ramseyer auch 1920/21 in die Finalrunde ein. Nach einem 3:1-Sieg am 24. April gegen Servette Genf verlor er mit seinen Mannschaftskameraden – Hans Pulver, Albert Osterwalder, Paul Fässler – aber das Spiel und die Meisterschaft am 8. Mai 1921 gegen GC Zürich und wurde deshalb 1921 Schweizer Vizemeister. 1922/23 wurde das von Jimmy Hogan trainierte YB-Team mit anderen Clubs das Opfer von Protesten und Verbandsstreitigkeiten. Der ursprüngliche Regionalmeister für die Zentralschweiz, YB, daneben noch für die Ostschweiz der FC Young Fellows Zürich und für die Westschweiz Servette Genf, konnte an den Finalspielen nicht teilnehmen. An seiner Stelle trat der Lokalkonkurrent FC Bern gegen Zürich und Genf an. Am Ende wurde aber die Schweizer Fussballmeisterschaft der Serie A der Saison 1922/23 nicht vergeben. Mitspieler von Ramseyer waren in diesem Spieljahr Torhüter Pulver und die Feldspieler Botz, Ruoff, Fässler, Osterwalder, Kirschner, Hess, von Arx I und II sowie Funk.
Nach der Nichtberücksichtigung der Ramseyer’schen Schreinerei und Zimmerei bei der Auftragsvergabe für den Bau des Wankdorfstadions wechselte der stocksaure «Rüedu» zum FC Bern in das Stadion Neufeld. Dass einer der «Helden der Olympiade 1924» aus Verärgerung innerhalb der Stadt den Verein wechselte, wirbelte in der Bundeshauptstadt ordentlich Staub auf. Im erstmals ausgetragenen Wettbewerb um den Schweizer Cup 1925/26 zog der Nationalmannschaftsverteidiger mit dem FC Bern in den Final am 11. April 1926 in Zürich gegen GC ein. Mit Jakob Schneebeli bildete «Rüedu» dabei das FC-Verteidigerpaar, GC holte sich aber mit einem 2:1-Sieg den Cup. Bis zu seinem Laufbahnende 1933 konnte der damalige Schweizer Rekordnationalspieler und 38-fache Captain mit dem FC Bern nicht mehr eine entscheidende Rolle in der Endrunde um die Schweizer Meisterschaft spielen. An der Führungsrolle von GC Zürich, YB und Servette Genf konnte er mit seinen Mannschaftskameraden vom Stadion Neufeld nichts ändern.
Zu seiner Zeit war er einer der populärsten Schweizer Sportler. Ramseyer war vor allem deswegen populär, weil er urschweizerische Kampfkraft und Entschlossenheit verkörperte. Daneben hatte er immer einen trefflichen Spruch auf Lager und war ein «glatter Cheib», ein fröhlicher Kerl. Zugleich erfüllte er das Erwartungsprofil eines verantwortungsbewussten Schweizers: Rudolf Ramseyer war ein guter Familienvater und nach 1933, als er mit dem Fussball aufhörte, ein guter Chef des familieneigenen Bauunternehmens.
Kurz vor seinem 46. Geburtstag erlag er einem Schlaganfall.

### Nationalmannschaft, 1920 bis 1931
Nach seinem Debüt in der «Nati» am 27. Juni 1920 beim 4:1-Erfolg gegen Deutschland als Linksaussen folgten zehn weitere Berufungen, bis Ramseyer erstmals am 17. Juni 1923 in Kopenhagen beim Länderspiel gegen Dänemark (2:3-Niederlage) auf der Verteidigerposition auflief und auch das Captain-Amt ausübte. Im Januar 1924 wurden durch die Technische Kommission im Vorfeld der Olympischen Sommerspiele 1924 in Paris rund 40 Spieler ausgewählt und in vier Trainingszentren unter der Leitung von Izidor Kürschner (GC-Coach), Jimmy Hogan (YB-Coach) und Teddy Duckworth (Servette-Coach) regelmässig geschult. Mit dem bis dato höchsten Sieg der «Nati» mit 9:0 Toren gegen Litauen am 25. Mai starteten die Eidgenossen mit Captain Paul Schmiedlin als Stopper und dem aus Hans Pulver (Torhüter) und dem Verteidigerpaar Adolphe Reymond und Ramseyer als Schlussdreieck agierenden Defensivverbund in das olympische Fussballturnier. Paul Sturzenegger war der erste Eidgenosse, dem vier Tore in einem Länderspiel gelangen. Trainer in Paris war Duckworth. In der nächsten Runde wurden vom Schweizer Team zwei Spiele benötigt, um sich gegen die Vertretung der Tschechoslowakei durchsetzen zu können. Am 28. Mai endete das erste Spiel mit 1:1 nach Verlängerung, bereits zwei Tage danach entschied ein Treffer von Robert Pache in der 87. Spielminute das Spiel für die Schweiz. Wiederum mussten die Eidgenossen nach nur einem Tag Pause zwei Tage später am 2. Juni gegen Italien antreten. Mit seinem Treffer in der 60. Minute zum 2:1 entschied Max Abegglen die Begegnung. Im Halbfinal zeichnete sich «Xam» Abegglen als zweifacher Torschütze aus, und die Schweiz war nach dem 2:1-Sieg gegen Schweden am 5. Juni inoffizieller Europameister, Finalist des Olympiaturniers 1924 in Paris und zweifelsohne die europäische Entdeckung des Turniers. Im Stade Colombes am 9. Juni setzte sich aber Uruguay vor 40'522 Zuschauern mit 3:0 Toren verdient durch. In der celestes wurde José Leandro Andrade von Fachleuten als «bester Fussballer der Welt» bezeichnet, und daneben standen noch weitere herausragende Könner wie José Nasazzi, Héctor Scarone, José Pedro Cea und Pedro Petrone im Team des Olympiasiegers.
Das hohe Leistungsniveau konnte die «Nati» in den nächsten Jahren nicht halten, für Einzelerfolge war sie aber gut. Am 12. Dezember 1926 gewann das Team um Captain Ramseyer – seit dem 25. April des Jahres war er alleiniger Rekordinternationaler der Schweiz – mit 3:2 Toren in München gegen Deutschland. Mit dem 59. Länderspieleinsatz am 16. Juni 1931 in Wien gegen Österreich beendete Rudolf Ramseyer drei Monate vor seinem 34. Geburtstag seine «Nati»-Karriere. Er bildete bei der 0:2-Niederlage zusammen mit Severino Minelli das helvetische Verteidigerpaar.